# Schieß-Europameisterschaften 10 Meter 2025
Die 53. ESC Schieß-Europameisterschaften 10 Meter 2025, fanden vom 1. bis 13. März 2025 in Osijek, Kroatien für die Disziplinen Gewehr und Pistole auf die 10-Meter-Distanz statt. Es nahmen 331 Juniorinnen und Junioren aus 40 Ländern und 325 erwachsene Athletinnen und Athleten aus 42 Ländern teil.

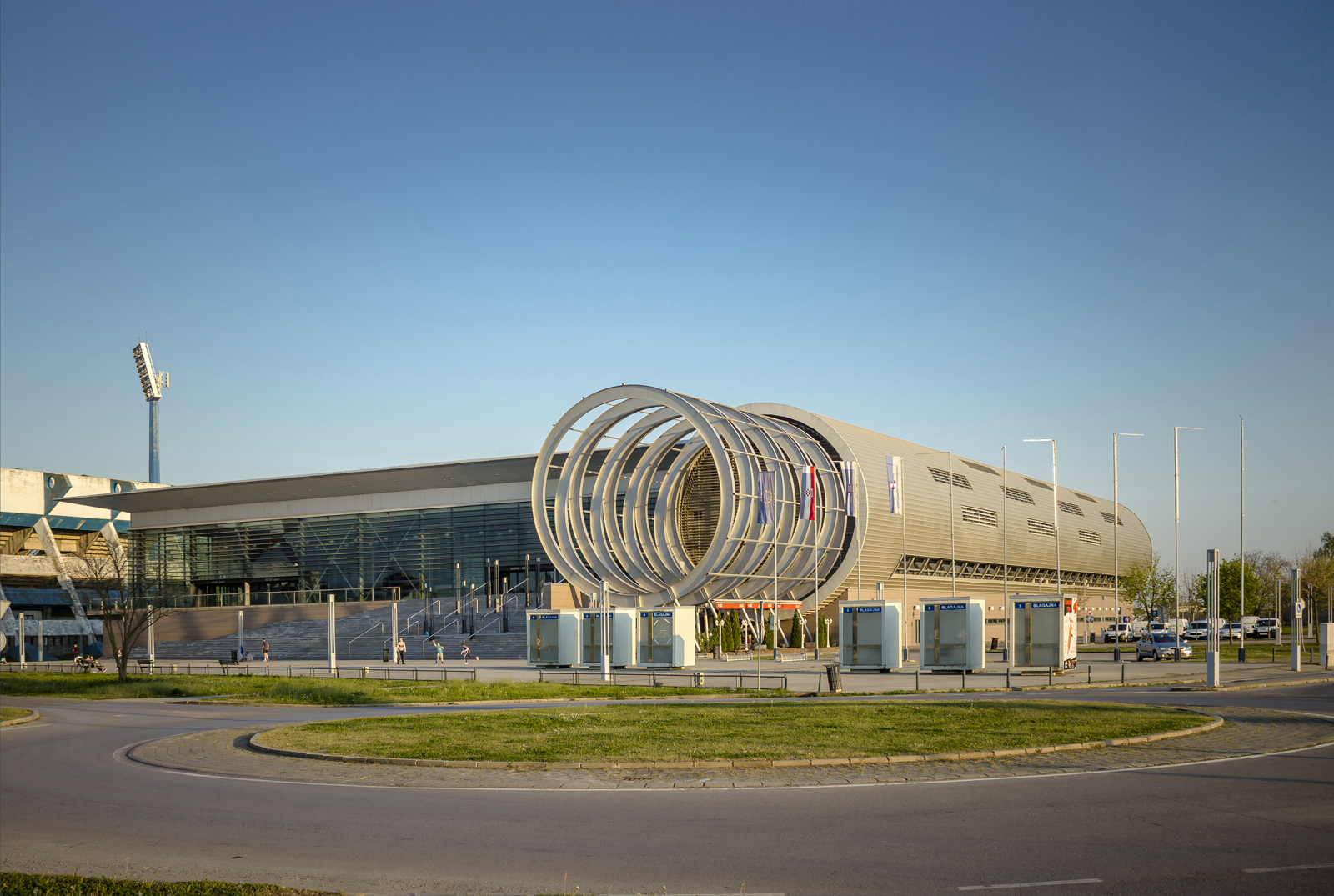
Der Veranstaltungsort der Europameisterschaften: die Sports hall Gradski Vrt in Osijek

## Zeitplan
Nachfolgend aufgelistet sind ausschließlich die Final-Wettkämpfe. Ab 1. März fanden Waffen- und Kleidungsprüfungen sowie Trainingseinheiten statt.
| Junioren-Wettkämpfe    | Junioren-Wettkämpfe                |
| Datum                  | Disziplin                          |
| ---------------------- | ---------------------------------- |
| 3. März                | Luftgewehr Mixed Junioren          |
| 3. März                | Luftpistole Juniorinnen            |
| 3. März                | Luftpistole Junioren               |
| 4. März                | Luftgewehr Junioren                |
| 4. März                | Luftgewehr Juniorinnen             |
| 4. März                | Luftpistole Mixed Team Junioren    |
| 4. März                | Luftgewehr Junioren Mannschaft     |
| 4. März                | Luftgewehr Juniorinnen Mannschaft  |
| 5. März                | Luftpistole Junioren Mannschaft    |
| 5. März                | Luftpistole Juniorinnen Mannschaft |
| 5. März                | Luftgewehr Solo Junioren           |
| 5. März                | Luftgewehr Solo Juniorinnen        |
| 6. März                | Luftpistole Solo Junioren          |
| 6. März                | Luftpistole Solo Juniorinnen       |
| 6. März                | Luftgewehr Trio Junioren           |
| 6. März                | Luftgewehr Trio Juniorinnen        |
| Erwachsenen-Wettkämpfe |                                    |
| Datum                  | Disziplin                          |
| 9. März                | Luftpistole Frauen                 |
| 9. März                | Luftpistole Männer                 |
| 9. März                | Luftgewehr Mixed Team              |
| 9. März                | Luftpistole Frauen Mannschaft      |
| 9. März                | Luftpistole Männer Mannschaft      |
| 10. März               | Luftgewehr Frauen                  |
| 10. März               | Luftgewehr Männer                  |
| 10. März               | Luftgewehr Frauen Mannschaft       |
| 10. März               | Luftgewehr Männer Mannschaft       |
| 10. März               | Luftpistole Mixed Team             |
| 11. März               | Luftgewehr Trio Männer             |
| 11. März               | Luftgewehr Trio Frauen             |
| 11. März               | Luftpistole Solo Männer            |
| 11. März               | Luftpistole Solo Frauen            |
| 12. März               | Luftgewehr Solo Männer             |
| 12. März               | Luftgewehr Solo Frauen             |
| 12. März               | Luftpistole Trio Männer            |
| 12. März               | Luftpistole Trio Frauen            |

## Ergebnisse

### Erwachsene

#### Gewehr
| Wettbewerb                 | Gold                                                                 | Gold   | Silber                                                   | Silber | Bronze                                                              | Bronze  |
| Männer                     |                                                                      |        |                                                          |        |                                                                     |         |
| -------------------------- | -------------------------------------------------------------------- | ------ | -------------------------------------------------------- | ------ | ------------------------------------------------------------------- | ------- |
| 10 m Luftgewehr            | Serhij Kulisch                                                       | 252,0  | Ilia Marsov                                              | 251,7  | Miran Maričić                                                       | 229,6   |
| 10 m Luftgewehr Mannschaft | TschechienFilip Nepejchal Ales Entrichel Jiří Přívratský             | 1890,1 | KroatienPetar Gorsa Miran Maričić Josip Sikavica         | 1888,8 | ÖsterreichPatrick Diem Martin Strempfl Thomas Mathis                | 1885,3  |
| 10 m Luftgewehr Solo       | Zalán Pekler                                                         | 15     | István Péni                                              | 12     | Viktor Lindgren                                                     | 15 (14) |
| 10 m Luftgewehr Trio       | NorwegenOle Martin Halvorsen Jon-Hermann Hegg Henrik Larsen          | 17     | TschechienAles Entrichel Filip Nepejchal Jiří Přívratský | 15     | UngarnSoma Richard Hammerl Zalán Pekler István Péni                 | 17 (9)  |
| Frauen                     |                                                                      |        |                                                          |        |                                                                     |         |
| 10 m Luftgewehr            | Laura-Georgeta Ilie                                                  | 252,3  | Audrey Gogniat                                           | 250,9  | Aleksandra Havran                                                   | 229,4   |
| 10 m Luftgewehr Mannschaft | NorwegenJeanette Hegg Duestad Mari Baardseng Loevsetz Amalie Evensen | 1896,9 | UngarnEszter Denes Eszter Meszaros Gitta Bajos           | 1885,6 | RumänienLaura-Georgeta Ilie Roxana Sidi Adriana-Roberta Teodeorescu | 1884,4  |
| 10 m Luftgewehr Solo       | Jeanette Hegg Duestad                                                | 15     | Damla Kose                                               | 10     | Sheileen Waibel                                                     | 21 (20) |
| 10 m Luftgewehr Trio       | NorwegenJeanette Hegg Duestad Amalie Evensen Mari Baardseng Loevsetz | 16     | SchweizAudrey Gogniat Chiara Leone Muriel Zueger         | 12     | PolenIzabella Kinga Dudek Julia Mikolowska Julia Ewa Piotrowska     | 16 (12) |
| Mixed                      |                                                                      |        |                                                          |        |                                                                     |         |
| 10 m Luftgewehr            | Audrey Gogniat Jan Lochbihler                                        | 17     | Aleksandra Havran Aleksa Rakonjac                        | 9      | Jeanette Hegg Duestad Jon-Hermann Hegg                              | 16 (8)  |

#### Pistole
| Wettbewerb                  | Gold                                                             | Gold     | Silber                                                                       | Silber   | Bronze                                                | Bronze   |
| Männer                      |                                                                  |          |                                                                              |          |                                                       |          |
| --------------------------- | ---------------------------------------------------------------- | -------- | ---------------------------------------------------------------------------- | -------- | ----------------------------------------------------- | -------- |
| 10 m Luftpistole            | Juraj Tuzinsky                                                   | 242,5    | Pavel Schejbal                                                               | 240,9    | Jason Solari                                          | 217,4    |
| 10 m Luftpistole Mannschaft | TschechienPavel Schejbal Jindrich Dubovy Pavel Svetlik           | 1729–55x | ItalienFederico Nilo Maldini Paolo Monna Matteo Mastrovalerio                | 1728–54x | UkraineViktor Bankin Oleh Omelchuk Pawlo Korostyljow  | 1728–50x |
| 10 m Luftpistole Solo       | Anton Aristarchow                                                | 15       | Yusuf Dikec                                                                  | 12       | Luca Joldea                                           | 15 (14)  |
| 10 m Luftpistole Trio       | TürkeiYusuf Dikec İsmail Keleş Bugra Selimzade                   | --       | TschechienJindrich Dubovy Pavel Schejbal Pavel Svetlik                       | --       | AserbaidschanElvin Astanov V. Kalmikov Ruslan Lunev   | 16 (14)  |
| Frauen                      |                                                                  |          |                                                                              |          |                                                       |          |
| 10 m Luftpistole            | Sevval Ilayda Tarhan                                             | 240,8    | Zorana Arunovic                                                              | 238,7    | Miroslawa Mintschewa                                  | 216,9    |
| 10 m Luftpistole Mannschaft | FrankreichCamille Jedrzejewski Gresia Balli Miroslawa Mintschewa | 1723–55x | BulgarienMiroslawa Mintschewa Antoaneta Kostadinova Adiel Radoslavova Ilieva | 1714–48x | TürkeiŞevval İlayda Tarhan Şimal Yılmaz Esra Bozabali | 1711–55x |
| 10 m Luftpistole Solo       | Liubov Yaskevich                                                 | 15       | Elmira Karapetyan                                                            | 13       | Şevval İlayda Tarhan                                  | 15 (11)  |
| 10 m Luftpistole Trio       | TürkeiEsra Bozabali Şevval İlayda Tarhan Şimal Yılmaz            | 16       | DeutschlandMonika Karsch Susanne Neisinger Doreen Vennekamp                  | 4        | UkraineYuliia Isachenko Viliena Bevz Olena Kostevych  | 17 (13)  |
| Mixed                       |                                                                  |          |                                                                              |          |                                                       |          |
| 10 m Luftpistole            | Sevval Ilayda Yusuf Dikec                                        | 16       | Viktorie Sindlerova Pavel Schejbal                                           | 14       | Zorana Arunovic Damir Mikec                           | 17 (15)  |

### Juniorinnen und Junioren

#### Gewehr
| Wettbewerb                 | Gold                                                      | Gold   | Silber                                                                     | Silber | Bronze                                                     | Bronze  |
| Junioren                   |                                                           |        |                                                                            |        |                                                            |         |
| -------------------------- | --------------------------------------------------------- | ------ | -------------------------------------------------------------------------- | ------ | ---------------------------------------------------------- | ------- |
| 10 m Luftgewehr            | Aleksa Rakonjac                                           | 249,8  | Patrick Entner                                                             | 248,4  | Tommaso Roberto                                            | 226,9   |
| 10 m Luftgewehr Mannschaft | ItalienLuca Sbarbati Tommaso Roberto Edoardo Branchini    | 1877,3 | UkraineIvan Tkalenko Danylo Hrynyk Oleksii Viatchini                       | 1874,7 | ÖsterreichPatrick Entner Kiano Waibel Johannes Kuen        | 1870,1  |
| 10 m Luftgewehr Solo       | Jesper Johansson                                          | 15     | Florian Reinhard Beer                                                      | 9      | Stefan Agovic                                              | 15 (12) |
| 10 m Luftgewehr Trio       | KroatienDarko Tomasevic Luka Jambreus Toma Tadic          | 16     | DeutschlandAlexander Karl Luis Eichenseer Florian Reinhard Beer            | 14     | UkraineIvan Tkalenko Danylo Hrynyk Oleksii Viatchin        | 16 (2)  |
| Juniorinnen                |                                                           |        |                                                                            |        |                                                            |         |
| 10 m Luftgewehr            | Theresa Luise Schnell                                     | 251,4  | Emely Jaeggi                                                               | 251,2  | Pernille Nor-Woll                                          | 229,1   |
| 10 m Luftgewehr Mannschaft | DeutschlandTheresa Luise Schnell Alyssa Ott Xenia Mund    | 1883,5 | PolenMaja Magdalena Gawenda Wilhelmina Kalina Woskowiak Dominika Skarupska | 1880,9 | SerbienAnastasija Zivkovic Iva Rakonjac Ljiljana Cvetković | 1879,4  |
| 10 m Luftgewehr Solo       | Elif Berfin Altun                                         | 15     | Reka Toma                                                                  | 12     | Anastasija Zivkovic                                        | 15 (8)  |
| 10 m Luftgewehr Trio       | NorwegenPernille Nor-Woll Andrea Meldal Moen Synnøve Berg | 16     | UkraineKristina Ostapenko Sofiia Mykhailiuk Mariia Stashko                 | 10     | DeutschlandTheresa Luise Schnell Alyssa Ott Xenia Mund     | 15 (12) |
| Mixed                      |                                                           |        |                                                                            |        |                                                            |         |
| 10 m Luftgewehr            | Manon Herbulot Romain Aufrère                             | 16     | Theresa Luise Schnell Florian Reinhard Beer                                | 8      | Pernille Nor-Woll Jens Olsrud Oestli                       | 17 (9)  |

#### Pistole
| Wettbewerb                  | Gold                                                               | Gold          | Silber                                             | Silber   | Bronze                                                              | Bronze   |
| Junioren                    |                                                                    |               |                                                    |          |                                                                     |          |
| --------------------------- | ------------------------------------------------------------------ | ------------- | -------------------------------------------------- | -------- | ------------------------------------------------------------------- | -------- |
| 10 m Luftpistole            | Mikalai Yakuta                                                     | 240,4         | Maksym Himon                                       | 238,3    | Luca Joldea                                                         | 219,1    |
| 10 m Luftpistole Mannschaft | ItalienFrancescoRutigliani Liang Xi Savorani Gabriele Aldo Villani | 1716–47x      | UkraineMaksym Himon Maksym Kaminskyy Ivan Martynov | 1708–41x | RumänienLevente Matyas Bucsias Luca Joldea Constantin-Daniel Feraru | 1706–52x |
| 10 m Luftpistole Solo       | Tunahan Tatoglu                                                    | 15            | Luca Joldea                                        | 14       | Akos Karoly Nagy                                                    | 15 (11)  |
| Juniorinnen                 |                                                                    |               |                                                    |          |                                                                     |          |
| 10 m Luftpistole            | Ilayda Nur Curuk                                                   | 235,0         | Aliaksandra Piatrova                               | 233.2    | Mariam Abramishvili                                                 | 212,1    |
| 10 m Luftpistole Mannschaft | GeorgienMariam Abramishvili Mariami Marshava Mariami Prodiashvili  | 1711–41x QERJ | TürkeiIlayda Nur Curuk Gulsunar Tarhan Tugba Bugur | 1691–43x | LettlandAlise Dvariske Kristiana Agule Liva Krumina                 | 1686–39x |
| 10 m Luftpistole Solo       | Mariam Abramishvili                                                | 15            | Piatrova Aliaksandra                               | 14       | Lana Spirelja                                                       | 15 (12)  |
| Mixed                       |                                                                    |               |                                                    |          |                                                                     |          |
| 10 m Luftpistole            | Allesandra Fait Francesco Rutigliani                               | 17            | Marta Novovic Marko Ninkovic                       | 9        | Yuliia Isachenko Maksym Himon                                       | 16 (0)   |

## Medaillenspiegel
| Platz  | Land                           | Gold | Silber | Bronze | Gesamt |
| ------ | ------------------------------ | ---- | ------ | ------ | ------ |
| 01     | Türkei                         | 7    | 3      | 2      | 12     |
| 02     | Norwegen                       | 5    | —      | 3      | 8      |
| 03     | Individuelle Neutrale Athleten | 3    | 3      | —      | 6      |
| 04     | Italien                        | 3    | 1      | 1      | 5      |
| 05     | Deutschland                    | 2    | 4      | 1      | 7      |
| 06     | Tschechien                     | 2    | 4      | —      | 6      |
| 07     | Georgien                       | 2    | —      | 1      | 3      |
| 08     | Frankreich                     | 2    | —      | —      | 2      |
| 09     | Ukraine                        | 1    | 4      | 4      | 9      |
| 10     | Serbien                        | 1    | 3      | 5      | 9      |
| 11     | Ungarn                         | 1    | 3      | 2      | 6      |
| 12     | Schweiz                        | 1    | 3      | 1      | 5      |
| 13     | Rumänien                       | 1    | 1      | 4      | 6      |
| 14     | Kroatien                       | 1    | 1      | 2      | 4      |
| 15     | Schweden                       | 1    | —      | 1      | 2      |
| 16     | Slowakei                       | 1    | —      | —      | 1      |
| 16     | Armenien                       | 1    | —      | —      | 1      |
| 18     | Österreich                     | —    | 1      | 3      | 4      |
| 19     | Belarus                        | —    | 1      | 1      | 2      |
| 19     | Polen                          | —    | 1      | 1      | 2      |
| 21     | Lettland                       | —    | —      | 1      | 1      |
| 21     | Aserbaidschan                  | —    | —      | 1      | 1      |
| Gesamt | Gesamt                         | 34   | 34     | 34     | 102    |